# Métrica (música)
Métrica, em música, é a divisão de uma linha musical em compassos marcados por tempos fortes e fracos, representada na notação musical ocidental por um símbolo chamado de fórmula de compasso. Apropriadamente, métrica descreve o inteiro conceito de medição de unidades rítmicas, mas pode ser usado como um descritor específico de uma obra individual,  conforme representado pela fórmula do compasso—"Esta música está num compasso 4/4ⓘ" equivale a dizer que "Esta música possui métrica 4/4" ou "Esta música é em 4/4".
A métrica se distingue do ritmo, no sentido deste último ser identificado como padrões de duração, enquanto que a "métrica envolve nossa percepção inicial bem como a antecipação subsequente de uma série de batidas que extraímos da superfície rítmica da música à medida que ela se estende no tempo".
Música amétrica inclui, entre muitas outras, o cantochão, certas peças do repertório para instrumento solo da Renascença europeia, algumas partituras gráficas que têm surgido desde os anos 1950, ou o repertório honkyoko para shakuhachi

## Métrica rítmica
Na música tradicional existem diferentes fórmulas de compasso de uso geral.
A música ocidental foi influenciada pelo emprego de compassos complexos em alguns tipos de música tradicional, como a música do sudeste da Europa (música dos Bálcãs)  como, por exemplo, as danças da Bulgária e o Leventikos macedônio com métrica 3+2+2+3+2. como exemplos podem ser citados Béla Bartók,  Paul Desmond, saxofonista e compositor de jazz, na  canção Take Five e outros compositores.
|                             | Batidas divididas em duas | Batidas divididas em três |
| --------------------------- | ------------------------- | ------------------------- |
| Duas batidas por compasso   | binário simples           | binário composto          |
| Três batidas por compasso   | ternário simples          | ternário composto         |
| Quatro batidas por compasso | Quaternário simples       | Quaternário composto      |

Se cada batida num compasso é dividida em duas partes então sua métrica é simples, se for dividida em três, sua métrica é composta. Alguns consideram o compasso quaternário como uma dupla de compassos binários (1212), não aceitando qualquer divisão do compasso acima do ternário, como por exemplo o compasso quíntuplo que é considerado a junção do compasso binário com o ternário (12123) ou de um ternário com um binário (12312), conforme a acentuação na música. Entretanto, um compasso quíntuplo pode ser tratado e percebido como uma unidade de cinco especialmente nos tempos rápidos.
"Uma vez tendo sido estabelecida a métrica, nós, como ouvintes, a manteremos enquanto se mantiver uma evidência mínima desta organização.". Os compassos binários—neles incluído os compassos quaternários (N.T.)— são, de longe, mais comuns do que os ternários. A maior parte da música popular está em  4/4, embora frequentemente possa estar em 2/2 ou em tempo interrompido, como na bossa nova. Alguns estilos de rock são, com freqüência, marcados em 12/8 ou possam ser vistos como 4/4 com um forte swing. Do mesmo modo, um bom número de composições da música clássica anteriores ao século XX, tende se firmar nas métricas justas, 4/4, 3/4 e 6/8, embora variações dessas métricas também sejam encontradas como, por exemplo, 3/2 e 6/4. No século XX, os compositores passaram a utilizar métricas menos regulares, como 5/4 e 7/8.
Também se tornou uma prática comum dos compositores clássicos do século XX mudar frequentemente a métrica—o final de A Sagração da Primavera de Igor Stravinsky é um exemplo especialmente extremo desta prática—e o uso de ritmos assimétricos, onde cada batida tem uma duração diferente, se tornou mais comum. Tais métricas também incluem tanto o já discutido ritmo quíntuplo como construções mais complexas junto com linhas de tempo em 2+5+3/4, em que cada compasso tem uma unidade de 2 batidas, uma unidade de 5 batidas e uma unidade de 3 batidas com a tensão centrada no início de cada unidade. Métricas similares são utilizadas em diversas músicas folclóricas. Outras obras não têm métrica alguma (tempo livre), como a música composta no estilo Drone, ou têm ritmos tão complexos que obscurecem qualquer métrica, como no serialismo, ou, ainda, se baseiam em ritmo aditivo, como algumas músicas de Philip Glass).
A métrica é sempre combinada a um padrão rítmico para gerar um estilo particular. É o que acontece com músicas de dança, como a valsa ou o tango que têm padrões particulares para enfatizar as batidas, de com frequência tornam-se imediatamente reconhecíveis. Isto geralmente é feito para que a música coincida com os passos rápidos da dança e pode ser visto como um equivalente musical da prosódia. Algumas vezes um músico ou composição específicos são identificados com um determinado padrão de métrica, como, por exemplo, a chamada batida Bo Diddley. Alguns exemplos:

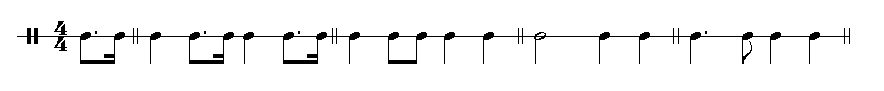
Ritmo de marcha

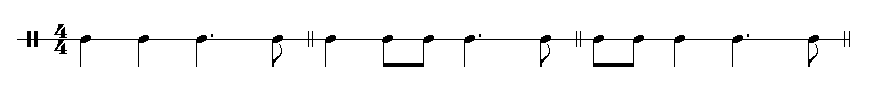
Ritmo de polca

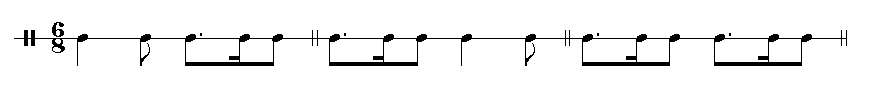
Ritmo de siciliana

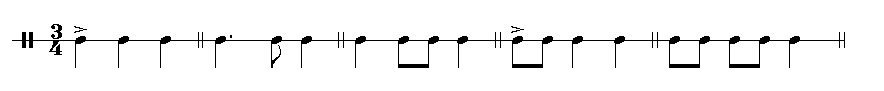
Ritmo de valsa

### Polimétrica
Polimétrica ou polirritmo é o uso simultâneo, ou em alternância regular, de mais do que uma métrica. Entre os exemplos do uso desse recurso pode-se citar o Segundo Quarteto para Cordas de Béla Bartók. América do West Side Story de Leonard Bernstein utiliza compasso de 6/8 (binário composto) e 3/4 (ternário simples). Isto gera uma forte sensação de duas tensões seguidas por três tensões (mostradas em negrito) //I-like-to be-in-A//ME-RI-CA//.
Kashmir do quarteto britânico de hard-rock Led Zeppelin é um exemplo trazido do cânone do rock, no qual a percussão toca em 4/4 enquanto que os instrumentos melódicos tocam um riff em 3/4. O compositor Frank Zappa explica  em  Toads Of The Short Forest, do álbum Weasels Ripped My Flesh: "Neste exato momento, no palco, tínhamos um baterista A tocando em 7/8, um baterista B, tocando em 3/4, o baixo tocando em 3/4, o órgão tocando em 5/8, a pandeirola tocando em 3/4 e o sax contralto soprando no nariz dele."  A banda de math metal, Meshuggah,  usa ainda mais extensivamente polimetrias complexas. As suas canções são tipicamente construídas em 4/4, com a guitarra tocando em baixo riff e os padrões do baixo da bateria com métricas incomuns, tais como 11/8 e 23/16. Usualmente os riffs são obrigados a ser resolvidos depois de 4 ou 8 compassos, resultando num 'acessório' com uma métrica diferente do resto da seção.
Do ponto de vista da percepção,  parece haver pouca, ou nenhuma, base para a polimetria uma vez que a pesquisa  mostra que os ouvintes ou extraem dela um padrão composto que se ajusta à estrutura métrica, ou foca em uma linha de ritmo enquanto considera as demais como "ruído". Isto apóia a tese de que "a dicotomia imagem-fundo é comum a todas as percepções" (Boring 1942, p.253) e

### Estrutura métrica
Estrutura métrica inclui, métrica, tempo e todos os aspectos rítmicos que produzem regularidade temporal ou estrutura contra o qual os detalhes de fundo são projetados.
As unidades rítmicas  podem ser métricas, intramétricas, contramétricas ou extramétricas.
Os níveis métricos podem ser distinguidos. O nível da batida é o nível métrico no qual os pulsos são escutados como a unidade de tempo básicia da obra. Níveis mais rápidos são níveis divisórios e níveis mais lentos são níveis múltiplos
O termo nível da métrica é um conceito espúrio, uma vez que a métrica surge em função de dois níveis de movimento, o mais rápido, que gera os pulsos e o mais lento que os organiza em grupos conceituais repetitivos.
Hipermétrica é a métrica em larga escala (quando comparada com a métrica da superfície) criada por hipercompassos que consiste de hiperbatidas (Stein). O termo foi cunhado por Cone enquanto que London afirma que não há distinção perceptual entre a métrica e a hipermétrica.
A modulação métrica é uma modulação de uma unidade métrica para outra.

#### Estrutura profunda
C. S. Lee (1985), descreveu a métrica musical em termos de uma estrutura profunda em que, utilizando-se regras de reescrita, métricas diferentes acabam gerando ritmos superficiais diferentes. Por exemplo: a primeia frase de A Hard Day's Night, dos Beatles, sem a síncope pode ser gerada de sua métrica de 4/4:
```
    4/4                 4/4            4/4
   /    \              /    \         /    \
2/4      2/4        2/4      2/4   2/4      2/4
 |      /    \       |        |     |          \
 |   1/4      1/4    |        |     |           \
 |  /   \    /   \   |        |     |
 | 1/8 1/8  1/8 1/8  |        |     |
 | |     |  |     |  |        |     |
       It's been  a  hard     day's night
(Middleton
[
11
]
).
```

## A métrica na canção
Questões envolvendo a métrica em canções surgem devido à combinação da métrica musical com a métrica poética , especialmente quando o texto da canção está no formato padrão de poesia . Canções tradicionais e populares, caem todas numa faixa muito limitada de métricas, permitindo com razoável facilidade a intercambiabilidade. Por exemplo, os antigos hinários, via de regra, não incluíam a notação musical, mas apenas o texto. Isso possibilitava que o texto fosse cantado com qualquer melodia que tivesse a mesma métrica e que fosse conhecida pelos cantores, o que resultava na melodia escolhida para ser cantada variar de uma ocasião para outra.
Um caso que ilustra o uso deste princípio através dos diversos gêneros musicais é a interpretação do hino Amazing Grace, feita pelo conjunto The Blind Boys of Alabama, que é cantado com a melodia tornada famosa pelo conjunto britânico The Animals com sua versão da canção folclórica A Casa do Sol Nascente ("The House Of The Rising Sun").